# Texture
Texture is een museum in de Belgische stad Kortrijk dat de evolutie van de teelt van vlas, alsook de bewerking en de verwerking tot linnen weefsel vertelt, gekoppeld aan de ontwikkeling van de Leievallei in en rond Kortrijk. Het museum is de opvolger van het Nationaal Vlasmuseum dat zich voorheen op Hoog Kortrijk bevond.

## Gebouw
Het museum is gesitueerd in een oud pakhuis voor de verzending van gezwingeld vlas (de Linen Thread Company) in de stadswijk Overleie. Het gebouw grenst rechtstreeks aan de Leie, de zogenaamde Golden River waaraan de vlasindustrie zijn succes dankte. Door zijn oorspronkelijke functie als vlasverzendhuis is ook het gebouw een rechtstreekse getuige van de vlasindustrie.
Het museum bevat twee topstukken : een Vlaszwingelturbine en een Vlasslijtmachine. 
Boven op het gebouw werd een 'gouden dakverdieping' geplaatst, die een uitzicht over de stad en de rivier de Leie biedt. Door de goudkleurige gevelbekleding verwijst het dak naar de Golden River.

## Galerij

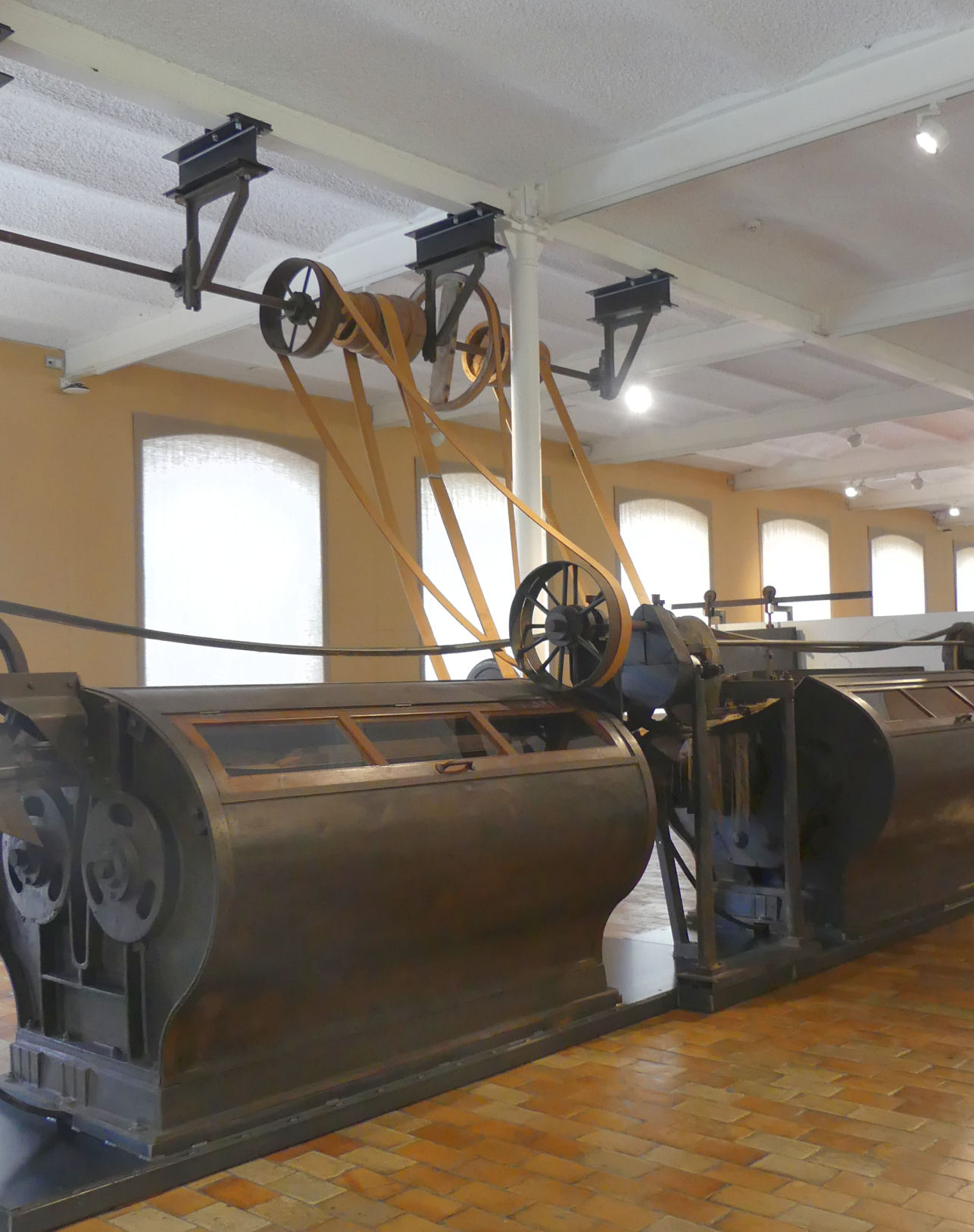
De zwingelvlasturbine
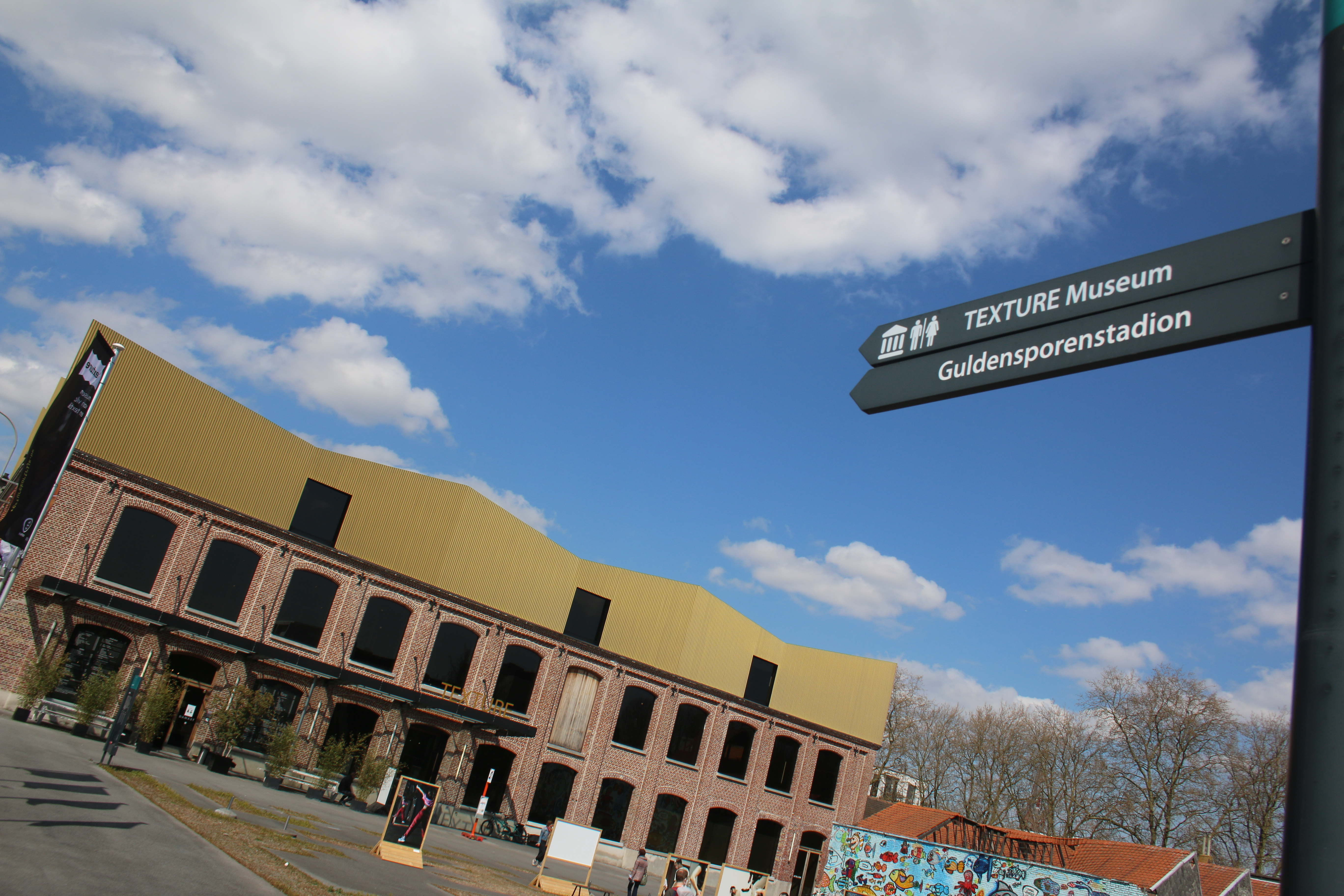
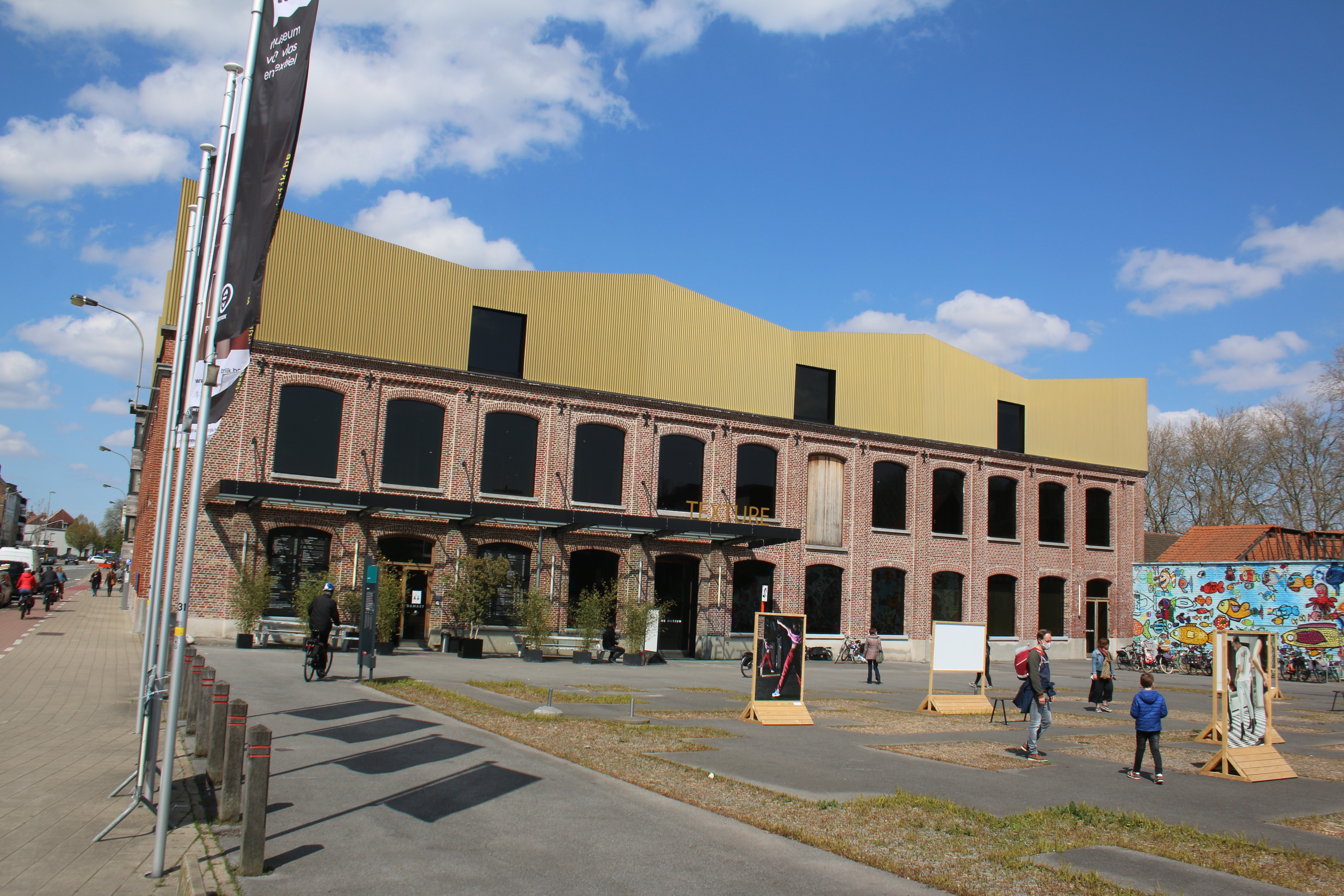
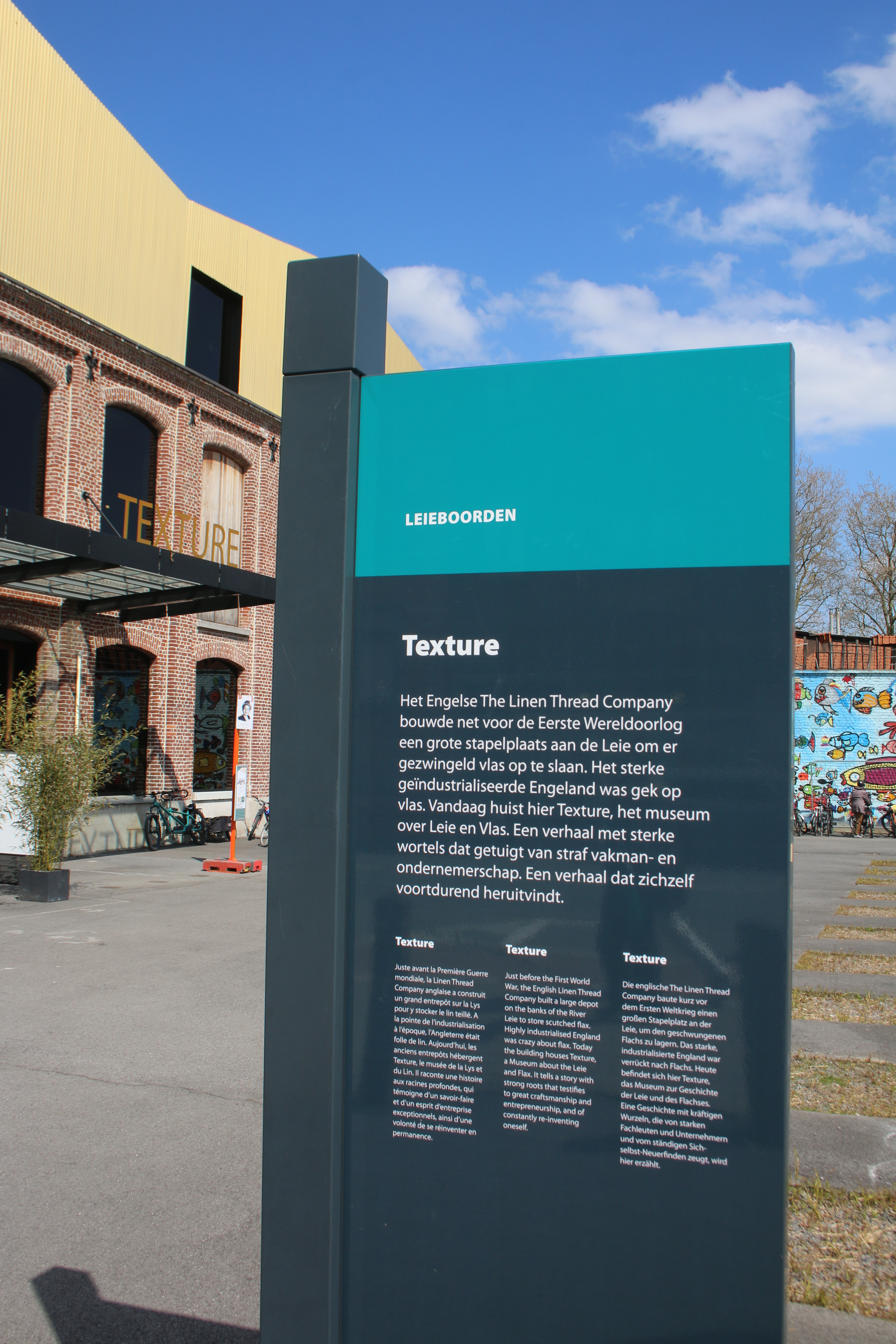
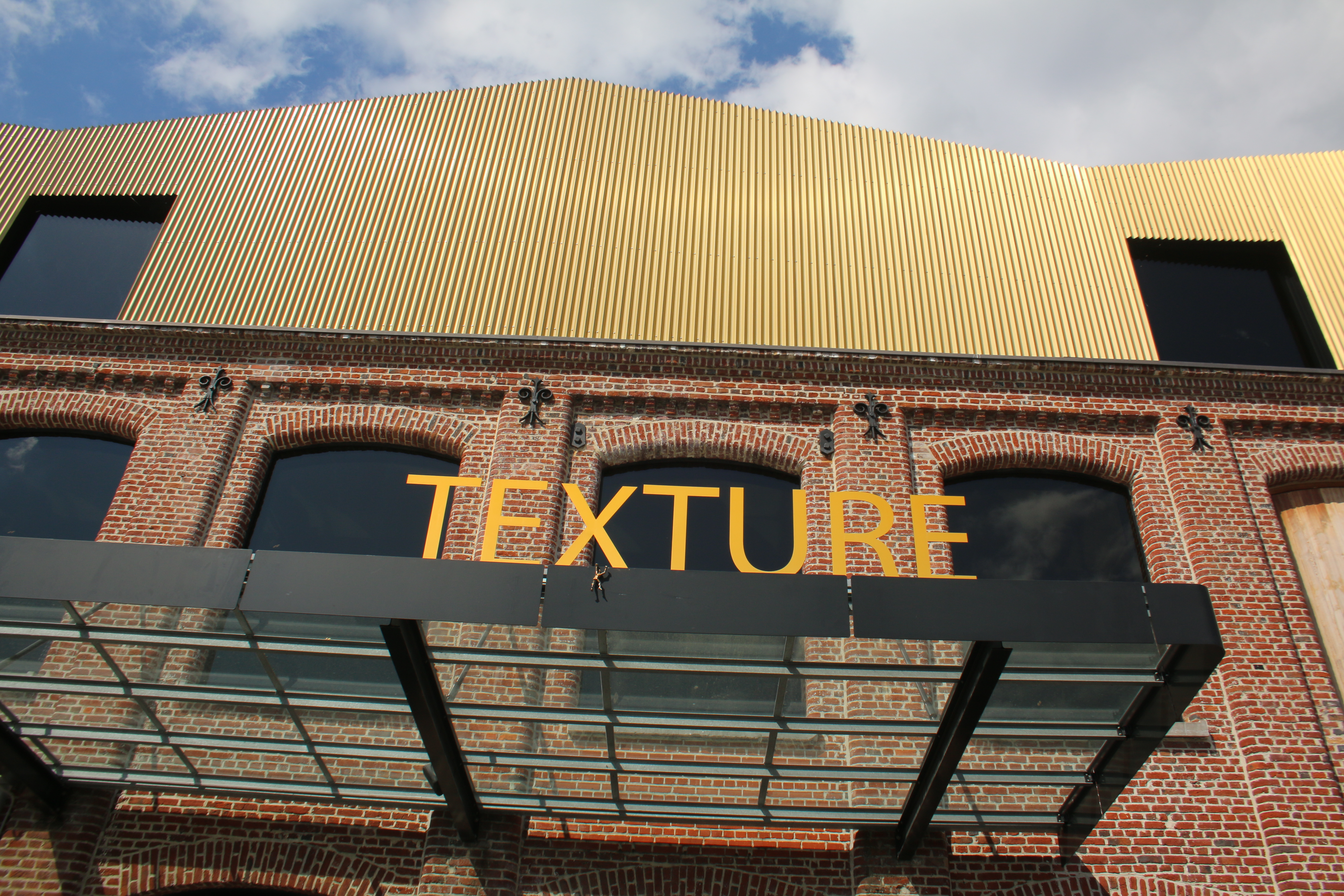